# Austen Henry Layard
Sir Austen Henry Layard (5. března 1817 Paříž – 5. července 1894 Londýn) byl anglický cestovatel, archeolog, politik a diplomat. Je znám svými objevy starobylých asyrských měst Nimrud a Ninive se slavnou Aššurbanipalovou knihovnou. Patří k největším postavám světové archeologie 19. století, i když neměl žádné odborné vzdělání. Mladý muž, který se s primitivním vybavením vypravil objevit zmizelé město.

## Život

### Původ a mládí
Jeho předkové pocházeli z Francie, odkud jako hugenoti uprchli před pronásledováním do kentského hrabství. Otec byl úředníkem britské koloniální správy na Cejloně, ale kvůli zdraví se musel vrátit do Evropy. Rodina žila ve Švýcarsku, Itálii a po napoleonských válkách se vrátila do Francie. Henry se narodil 5. března 1817 v Paříži. Byl vychován v Itálii, Anglii a ve Švýcarsku, ale domácí učitelé mu neposkytli systematické vzdělání. Už jako dítě znal několik jazyků. Jeho oblíbenou knihou byly Pohádky tisíce a jedné noci, které podnítily jeho zájem o Orient. Roku 1833 začal v Anglii studovat práva. Byl zaměstnán jako koncipient v advokátní kanceláři, ale toužil cestovat. V létě roku 1838 navštívil Finsko, Dánsko a Rusko. V roce 1839 si splnil svůj sen a vydal se na cestu na Cejlon, kde kdysi žili jeho rodiče. Po obtížné cestě přes Balkán se dostal do Istanbulu, kde onemocněl malárií. Na další cestu se k němu připojil zoolog Eduard Milford. Layard během cesty do Svaté země pořizoval záznamy, kreslil mapy a prohlížel si starobylé památky. V dubnu 1840 přišel do Mosulu, na území starověké asyrské říše, a po proudu Tigridu se na malém prámu dostal až do Bagdádu. Protože mu došly peníze, musel cestu ukončit. Po návratu do Istanbulu pracoval jako korespondent londýnského listu Morning Chronicle, ale to ho neuspokojovalo. Šéf diplomatické mise mu poradil, aby se pokusil najít bývalé hlavní město asyrské říše Ninive.

### Vykopávky v Asýrii

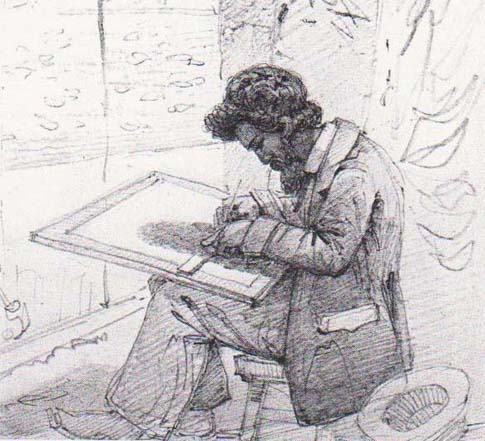
Layard u Kujundžiku (kresba S. C. Malana)

V roce 1845 obdržel povolení kopat na pahorku Nimrud u Tigridu a s malou finanční podporou britského vyslance sira Straforda Cunninga zahájil archeologické práce. Velmi brzy objevil palác Aššurnasirpala II., vládce Asýrie v 9. století př. n. l., a domníval se, že je to Ninive. Údiv vyvolaly především obří sochy okřídlených lvů a býků. Mosulský guvernér další výkopy zakázal, ale Layard zůstal na místě, zpracovával a zakresloval své nálezy. Na pár měsíců odjel do Londýna, aby připravil k vydání svou knihu Niniveh and its Remains (Památky z Ninive), která vyšla v letech 1848–1849 ve dvou dílech a svazkem ilustrací. Teprve později, po rozluštění části nápisů, bylo zjištěno, že Layard našel staré město Kalchu (Nimrud). Mezi nálezy vyniká tzv. Černý obelisk Salmanassara III. s dvaceti výjevy podávajícími svědectví o životě podmaněných národů. Spolu s dalšími nálezy byl přepraven po moři do Britského muzea v Londýně.
V roce 1846 dostal Layard povolení k výkopům na mosúlském pahorku Kujundžik. V roce 1849 udělal první sondu a objevil rozsáhlý komplex paláce vladaře Sinacheriba z 8. století př. n. l., který tvořil část hlavního města Ninive. V roce 1851 narazil na dvě místnosti paláce, v nichž bylo uloženo více než třicet tisíc hliněných tabulek knihovny krále Aššurbanipala. Britské muzeum získalo další vzácné reliéfy, sochy, hliněné klínopisné tabulky a jiné doklady asyrské civilizace. Objevy z této výpravy popsal v knize Discoveries in the Ruins of Nineveh and Babylon vydané v roce 1853.

### Diplomatická kariéra a závěr života
Za své zásluhy byl Layard v Anglii povýšen do šlechtického stavu a v roce 1852 se stal členem sněmovny. V dalších letech se věnoval politice a diplomacii, psal politické komentáře do anglických novin. Jako politický pozorovatel se zúčastnil Krymské války a pobýval v Indii. Roku 1869 se oženil a byl jmenován britským vyslancem v Madridu. Roku 1878 byl vyznamenán Bathským řádem.
V roce 1880 se usadil v Benátkách, kde se věnoval studiu a sběratelství italského malířství benátské školy. Roku 1887 vydal knihu zápisků ze své první cesty po Orientu s názvem Early Adventures in Persia, Susiana and Babylonia.
Zemřel v roce 1894 ve své rezidenci v Londýně. Jeho popel byl uložen na hřbitově u kostela Canford Magna Parish v Dorsetu.